# Lycopeen
Lycopeen is een helderrood carotenoïde dat in tomaat en andere rode vruchten, zoals watermeloen en rozenbottels, zit. Het is het meest voorkomende carotenoïde in het menselijk lichaam. De naam is afkomstig van de wetenschappelijke naam voor tomaat Lycopersicon esculentum. De hoogste concentratie van lycopeen zit niet in tomaat, maar in watermeloen.

## Eigenschappen
Lycopeen wordt gebruikt voor het kleuren van voedingsmiddelen, zoals soepen en heeft het E-nummer E160d.
Verhitten van tomaat, door bijvoorbeeld koken of bakken zowel bij de conservenindustrie als in de keuken, vergroot de hoeveelheid lycopeen. Doordat de celwanden stuk gaan komt er meer lycopeen vrij en door de verhitting verandert de structuur (isomerisatie) waardoor deze makkelijker door het lichaam opgenomen wordt. De biologische beschikbaarheid wordt hierdoor vergroot.
Lycopeen is niet in water oplosbaar en geeft vlekken op elk poreus materiaal en op materialen van plastic. Verse lycopeenvlekken zijn wel gemakkelijk uit kleren te verwijderen.
De helderrode kleur van lycopeen ontstaat door de vele geconjugeerde dubbele bindingen, die chromoforen genoemd worden. Elke dubbele binding vermindert de energie die nodig is om elektronen op een hoger energie-niveau te brengen. Hierdoor absorbeert lycopeen een groot deel van het zichtbare licht en kleurt daardoor rood.
Bij oxidatie, door chloor of zuren, of reductie verliest lycopeen de rode kleur, omdat de dubbele bindingen dan verbroken worden.
In 2009 heeft de Europese Commissie lycopeen ook toegelaten als voedselingrediënt (dus niet louter als kleurstof). Het mag onder andere gebruikt worden in sportdranken, vetten en dressings, en voedingssupplementen. Het gaat specifiek over synthetisch lycopeen dat door BASF wordt geproduceerd.
Lycopeen van natuurlijke oorsprong (uit tomaten geïsoleerd) werd vóór 1997 al gebruikt in voedingsmiddelen binnen Europa, valt niet onder deze verordening 258/97 (betreffende nieuwe voedingsmiddelen en nieuwe voedselingrediënten) en mag daarom als voedselingrediënt gebruikt (blijven) worden.
Lycopeen wordt ook verkregen door fermentatie van bepaalde stammen van Blakeslea trispora, een schimmel uit de orde Mucorales.

## Fysiologische werking
Er waren aanwijzingen dat de consumptie van lycopeen tot een vermindering van het risico op prostaatkanker zou leiden. Een nieuwere, grote studie waarin circa 28.000 mensen werden gevolgd kon dat verband niet aantonen. Het is goed mogelijk dat het eten van tomaten of tomatenketchup wel degelijk gunstig is en dat andere, deels nog onbekende, inhoudsstoffen verantwoordelijk zijn voor het eerder geconstateerde verband tussen consumptie van tomatenproducten en het verminderde risico op prostaatkanker.